# На большой дороге
На большо́й доро́ге — драматический этюд в одном действии Антона Павловича Чехова. Написан в 1884 году.
Впервые опубликован в книге: На большой дороге. Драматический этюд в одном действии. А. Чехонте.

## Действующие лица
- Тихон Евстигнеев, содержатель кабака на большой дороге.
- Семён Сергеевич Борцов, разорившийся помещик.
- Марья Егоровна, его жена.
- Савва, старик-странник.

| - Назаровна | } | богомолки. |
| - Ефимовна  | } | богомолки. |

- Федя, прохожий фабричный.
- Егор Мерик, бродяга.
- Кузьма, проезжий.
- Почтальон.
- Кучер Борцовой.
- Богомольцы, гуртовщики, проезжие и прочие.

## Экранизация
- 1938 — На большой дороге (On the High Road) (ТВ) (Великобритания) .
- 1965 — Магистраль, режиссёр Вейкко Керттула[фин.]
- 1969 — Гостиница на главной дороге / Krcma na glavnom drumu (ТВ) (Югославия), режиссёр Любомир Драскич
- 1980 — Рассказы о любви (СССР), режиссер Артур Войтецкий